# Chór Kameralny Musica Viva Uniwersytetu Ekonomicznego w Poznaniu
Chór Kameralny Musica Viva Uniwersytetu Ekonomicznego w Poznaniu – chór zrzeszający studentów i absolwentów Uniwersytetu Ekonomicznego w Poznaniu oraz innych poznańskich uczelni.
Ideologią chóru jest tworzenie muzyki „żywej”, odkrywanie duszy utworu, a nie tylko proste odtwarzanie zapisu nutowego.

## Historia i osiągnięcia
Chór Kameralny „Musica Viva” powstał w 1992 roku. Jego założycielem i dyrygentem jest Marek Gandecki. 

### lata 1996-2000
działalność pod patronatem Akademii Sztuk Pięknych
- 1993 – V Ogólnopolski Festiwal Muzyki Religijnej w Rumi – III miejsce
- 1997 – IX Ogólnopolski Festiwal Piosenki Religijnej w Rumi – I miejsce
- 1998 – 37 Concorso Internazionale di Canto „C. A. Seghizzi”, Gorizia

### od 2000 roku
działalność przy poznańskiej Akademii Ekonomicznej, obecnie Uniwersytecie Ekonomicznym
- 2001 – Ogólnopolski Turniej Chórów „Legnica Cantat” '32 w Legnicy – III nagroda w kategorii chórów akademickich
- 2001 – Międzynarodowy Konkurs Kolęd „Prague Christmas” w Pradze – I miejsce (Złote Pasmo)
- 2002 – Ogólnopolski Turniej Chórów „Legnica Cantat” '33 w Legnicy – I nagroda w kategorii chórów akademickich
- 2002 – XV Międzynarodowy Festiwal Chóralny w Sligo, Irlandia – I miejsce w kategorii chórów czterogłosowych i w kategorii madrygał, II miejsce w kategorii muzyka sakralna
- 2003 – Ogólnopolski Turniej Chórów „Legnica Cantat” '34 w Legnicy – GRAND PRIX
- 2004 – VII Międzynarodowy Festiwal Pieśni Sakralnej Łapskie Te Deum w Łapach – GRAND PRIX
- 2004 – I Ogólnopolski Konkurs Chórów „Ars Liturgica” w Toruniu – GRAND PRIX
- 2004 – VII Łódzki Festiwal Chóralny „Cantio Lodziensis” w Łodzi – GRAND PRIX
- 2005 – XI Ogólnopolski Festiwal Kolęd i Pastorałek w Będzinie – II miejsce (I miejsca nie przyznano)
- 2005 – II Ogólnopolski Konkurs Pieśni Pasyjnej w Bydgoszczy – GRAND PRIX
- 2007 – III Międzynarodowy Konkurs Chórów „Gaude Cantem” w Bielsku-Białej – GRAND PRIX
- 2007 – I Konkurs Chóralny im. Wacława z Szamotuł w Szamotułach – GRAND PRIX, nagroda dla najlepszego chóru z Wielkopolski, dwie nagrody dla Marka Gandeckiego: najlepszego dyrygenta konkursu i najlepszego dyrygenta chóru z Wielkopolski
- 2008 – XXI Międzynarodowy Festiwal Chóralny w Sligo, Irlandia – GRAND PRIX, I miejsce w kategorii: folk song, II miejsce w kategorii: madrygał
- 2009 – IX Międzynarodowy Festiwal Chórów Uniwersyteckich Universitas Cantat – Poznań
- 2009 – V Warszawski Międzynarodowy Festiwal Chóralny VARSOVIA CANTAT – ZŁOTA LIRA, I miejsce w kategorii: chóry mieszane dorośli, nagroda za najlepszą pieśń festiwalu „Water night" /muz. Eric Whitacre/
- 2011 – Ogólnopolski Turniej Chórów LEGNICA CANTAT '42 w Legnicy – I miejsce i nagroda im. Henryka Karlińskiego, nagroda specjalna Polskiego Związku Chórów i Orkiestr Zarządu Głównego
- 2011 – 25 Jubileuszowy Międzynarodowy Konkurs i Festiwal PRAGA CANTAT w Pradze, Czechy – GRAND PRIX, oraz I miejsce w kategorii: chóry mieszane, I miejsce w kategorii: muzyka sakralna, nagroda specjalna za najlepszy dobór programu konkursowego
- 2015 – VII Ogólnopolski Konkurs Pieśni Pasyjnej – Złoty dyplom w kategorii chóry mieszane oraz nagroda specjalna Rektora Akademii Muzycznej im. F. Nowowiejskiego w Bydgoszczy

## Repertuar
Chór specjalizuje się obecnie w muzyce a capella XIX i XX wieku (m.in. Maurice Duruflé, Francis Poulenc, Claude Debussy, Oscar Escalada, Morten Lauridsen, Eric Whitacre, Romuald Twardowski, Tadeusz Szeligowski). W swym repertuarze posiada również muzykę dawną (m.in. Wacław z Szamotuł, Jacob Arcadelt, Francisco Guerrero, Baldassare Donato, Thomas Morley, Gesualdo da Venosa, Hans Leo Hassler, Claudio Monteverdi, John Wilbye). Musica Viva nie stroni też od dużych form wokalno-instrumentalnych (m.in. Gabriel Fauré, André Campra, Antonio Vivaldi). Chór od wielu współpracuje również z młodymi poznańskimi kompozytorami.

## Nagrania
Chór obecnie może poszczycić się pięcioma nagranymi CD:
- W DZIKIE WINO ZAPLĄTANI /2017/

- WIGILIJNE KANTYCZKI NA CHÓRY I SMYCZKI /2001/
- REQUIEM op. 48 Gabriel Fauré /2003/
- MUSICA VIVA /2004/
- CREDO /2005/